# Xプライズ財団

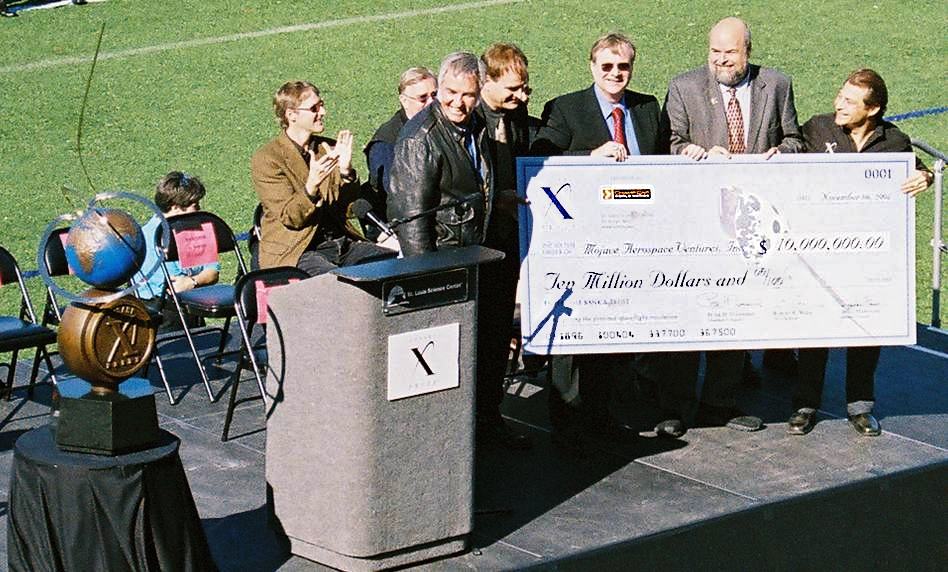
Ansari X Prizeの賞金贈呈式（右から3番目がポール・アレン

Xプライズ財団（エックスプライズざいだん、X Prize Foundation）は1995年に設立された非営利組織。2004年にAnsari X Prizeを開催した団体である。

## 概要
Xプライズ財団が様々な分野のコンペを開催する理由は、人類のための根本的なブレークスルーをもたらすことによって、新たな産業の創出と市場の再活性化を刺激することを使命としているからであり、そのため、毎年、‘Visioneering’と呼ばれる会議に世界中から思想的リーダーを集めて議論することで、世界のどの挑戦課題がコンペで解決可能であるのか優先順位を付けている。

## 主なイベント
- XPRIZE Carbon Removal - 2021年から開催され、2025年終了予定の大気中や海中などから二酸化炭素を回収する技術を競うコンテスト[2][3]。イーロン・マスクがスポンサーとなり、賞金額は開催年度の2021年時点で過去最高額となる1億ドルで、上位3チームが受け取る[2][3]。勝利条件はギガトン級の二酸化炭素を経済的に回収し、長期間貯留できる可能性を持つ技術やソリューションを提示することである[2][3]。参加チームは事前に審査され、審査に通ったチームには、企業15チームには1チーム100万ドル、学生25チームには１チーム20万ドルがあらかじめ開発運営費として支給される[2][3]。
- Pandemic Response XPRIZE - 2020年-2021年にコグニザント（英語版）をスポンサーとして開催され、新型コロナウイルスの安価で高速で、感度、特異度の高い検査法の開発が競われた[4]。賞金額は600万ドル。アメリカの5チームが優勝した[4]。
- ANA AVATAR XPRIZE - 2018年3月から2022年11月まで開催された、遠隔操作で視覚・聴覚・触覚を通じて周りの環境や人々と応対可能な「アバター」の開発コンテスト。2022年11月5日、ドイツのチームである「NimbRo」が優勝した[5]。詳細はANA AVATAR XPRIZE の項を参照。
- Ansari X PRIZE - 2004年に開催された民間による最初の有人弾道宇宙飛行を競うコンテスト。詳細はAnsari X Prizeの項を参照。
- Progressive Insurance Automotive X Prize - 超低燃費の実用的な自動車を開発するコンテスト
- Google Lunar X Prize - 民間による最初の月面無人探査を競うコンテスト。実施期間2007年9月-2015年12月31日。優勝賞金は2000万ドル。詳細はGoogle Lunar X Prizeの項を参照。
- Northrop Grumman Lunar Lander X CHALLENGE - ノースロップ・グラマンがスポンサーとなった垂直離着陸ロケットのコンテスト
- Wendy Schmidt Oil Cleanup X CHALLENGE - エリック・シュミットがスポンサーとなった海水から原油を回収するコンテスト。
- Qualcomm Tricorder X PRIZE - 各チームが製作した重量2.3kg未満の診断装置の機能と性能を競う競技[1]
- Archon Genomics X PRIZE - 2013年9月5日-10月5日に実施予定だったが、2013年8月22日に中止された[6]。ゲノムの解読の速さやコストを競うコンテスト[6]。一人1000ドル以下で主催者側が示す正確性などの条件をクリアしたうえで、一ヶ月以内にもっともはやく解読を終えたチームに優勝賞金1000万ドルが贈られる予定だった[6]。
- Nokia Sensing XCHALLENGE - 個人の健康状態の情報取得の機能、精度を競うコンテスト[1]
- Shell Ocean Discovery XPRIZE - 自律型海中ロボットを使用して海洋底の精密な3次元地図を作成するコンテスト。